# Lista de títulos e prêmios recebidos por Ronaldo Nazário
Esta é uma lista de títulos e prêmios estabelecidos por Ronaldo, ex-futebolista brasileiro. Ele é considerado como um dos maiores jogadores de todos os tempos.[carece de fontes?]

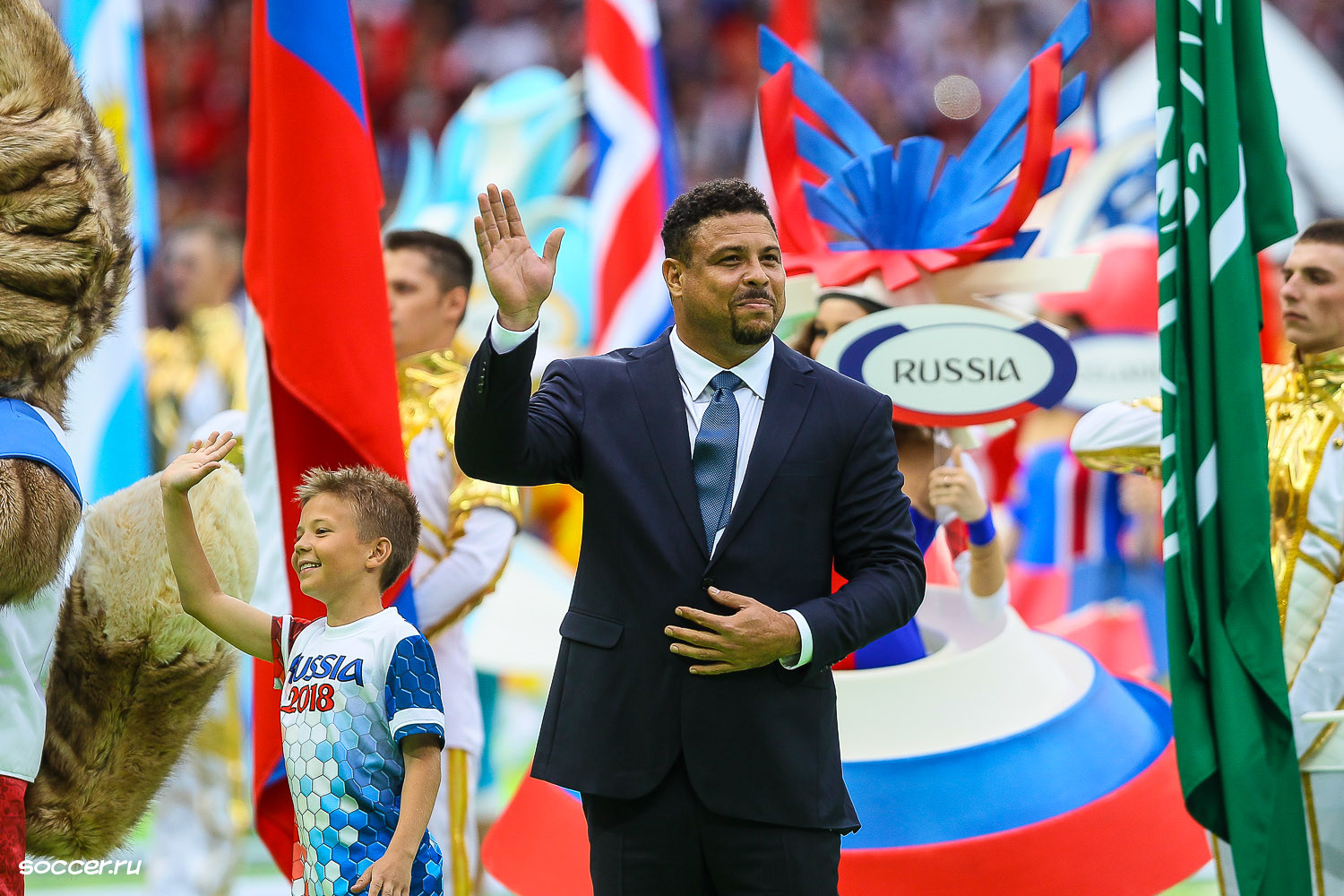
Ronaldo na cerimônia de abertura da Copa do Mundo FIFA de 2018

## Títulos
Cruzeiro
- Copa do Brasil: 1993
- Campeonato Mineiro: 1994

PSV Eindhoven
- Copa dos Países Baixos: 1995–96

Barcelona
- Supercopa da Espanha: 1996
- Copa do Rei: 1996–97
- Recopa Europeia da UEFA: 1996–97

Internazionale
- Copa da UEFA: 1997–98

Real Madrid
- Copa Intercontinental: 2002
- La Liga: 2002–03[1] e 2006–07
- Supercopa da Espanha: 2003

Corinthians
- Campeonato Paulista: 2009
- Copa do Brasil: 2009

Seleção Brasileira
- Copa do Mundo FIFA: 1994 e 2002
- Copa América: 1997 e 1999
- Copa das Confederações FIFA: 1997

### Campanhas em destaque
Internazionale
- Coppa Italia de 1999–00 (vice-campeão)

Seleção Brasileira
- Copa do Mundo FIFA de 1998 (vice-campeão)
- Copa América de 1995 (vice-campeão)
- Jogos Olímpicos de 1996 (medalha de bronze)

## Prêmios individuais
- Melhor jogador do mundo pela FIFA: 1996, 1997 e 2002
- Melhor jogador do mundo pela revista World Soccer: 1996, 1997 e 2002
- Ballon d'Or: 1997 e 2002
- Onze d'Or: 1997 e 2002
- Chuteira de Ouro da UEFA: 1997
- Melhor jogador estrangeiro da La Liga: 1996–97
- Trofeo Bravo: 1997 e 1998
- Troféu Pichichi: 1996–97 e 2003–04
- Troféu EFE: 1996–97 e 2002–03
- Melhor jogador da Copa América: 1997
- Chuteira de Bronze da Copa das Confederações FIFA: 1997
- Artilheiro do ano - IFFHS: 1997[carece de fontes?]
- Melhor jogador da Serie A: 1997–98[carece de fontes?]
- Melhor jogador estrangeiro da Serie A: 1997–98[2]
- Jogador do ano da UEFA: 1997–98
- Atacante do ano da UEFA: 1997–98
- Seleção do ano da European Sports Media: 1996–97 e 1997–98[carece de fontes?]
- Bola de Ouro da Copa do Mundo FIFA: 1998
- Bola de Prata da Copa do Mundo FIFA: 2002
- Chuteira de Ouro da Copa do Mundo FIFA: 2002
- Melhor Jogador da Copa Intercontinental: 2002
- Seleção do ano da UEFA: 2002
- FIFA 100: 2004[3]
- Chuteira de Bronze da Copa do Mundo FIFA: 2006[4]
- Prémio Golden Foot: 2006
- Melhor jogador do Campeonato Paulista: 2009
- Brasileiro do Ano, pela revista IstoÉ: 2009
- Seleção da década de 2000 (Sports Illustrated)[5]
- Quinto melhor jogador Sul-Americano da história (Jornal L'Équipe)[6]
- Hall da Fama do Futebol Italiano: 2015[7]
- Bola de Ouro Dream Team: melhor centroavante da história
- IFFHS ALL TIME WORLD MEN'S DREAM TEAM (Time B)[8]

## Artilharias
- Supercopa Libertadores de 1993 (8 gols)
- Campeonato Mineiro de 1994 (23 gols)
- Eredivisie de 1994–95 (30 gols)
- La Liga de 1996–97 (34 gols)
- Copa América de 1999 (5 gols)
- Copa do Mundo FIFA de 2002 (8 gols)
- Copa Intercontinental de 2002 (1 gol)
- Supercopa da Espanha de 2003 (1 gol)
- La Liga de 2003–04 (25 gols)
- Eliminatórias da Copa do Mundo FIFA de 2006 - América do Sul (10 gols)

### Vice artilharias
- Copa do Rei de 1996–97 (6 gols)
- Copa América de 1997 (5 gols)
- Serie A de 1997–98 (25 gols)
- Copa da UEFA de 1997–98 (6 gols)
- La Liga de 2002–03 (23 gols)